# خورخه برمودس
خورخه برمودس (اسپانیایی: Jorge Bermúdez‎؛ زادهٔ ۱۸ ژوئن ۱۹۷۱) بازیکن سابق و مربی فوتبال اهل کلمبیا است.
از باشگاه‌هایی که در آن بازی کرده‌است می‌توان به باشگاه ورزشی بارسلونا، باشگاه فوتبال المپیاکوس، باشگاه فوتبال بوکا جونیورز، باشگاه فوتبال سانتا فه، باشگاه فوتبال بنفیکا، باشگاه فوتبال نیولز اولد بویز، و باشگاه فوتبال دپورتیوو پریرا اشاره کرد.
وی همچنین در تیم ملی فوتبال کلمبیا بازی کرده‌است.